# Santa Filomena (kommun i Brasilien, Piauí)
Santa Filomena är en kommun i Brasilien.   Den ligger i delstaten Piauí, i den östra delen av landet, 800 km norr om huvudstaden Brasília. Antalet invånare är 6 096.
Omgivningarna runt Santa Filomena är huvudsakligen savann. Trakten runt Santa Filomena är nära nog obefolkad, med mindre än två invånare per kvadratkilometer.